# Tunellite
La tunellite (simbolo IMA: Tnl) è un minerale molto raro della famiglia dei "borati" con composizione chimica SrB6O9(OH)2 • 3(H2O).

## Etimologia e storia
Il minerale è stato chiamato in questo modo da R.C. Erd, V. Morgan e J.R. Clark nel 1961 in onore di George Gerard Tunell Jr. (1900 - 1996), professore di geochimica presso la Università della California, presidente della "Mineralogical Society of America" e vincitore della medaglia Roebling nel 1973.

## Classificazione
La classica nona edizione della sistematica dei minerali di Strunz, aggiornata dall'Associazione Mineralogica Internazionale (IMA) fino al 2009, elenca la tunellite nella classe "6. Borati" e nella sottoclasse "6.F Esaborati"; questa viene più finemente suddivisa in base alla struttura del minerale in modo tale che la tunellite possa essere trovata nella sezione "6.FC Fillo-esaborati" dove forma il sistema nº 6.FC.05 insieme alla nobleite.
Questa classificazione viene mantenuta invariata anche nell'edizione successiva, proseguita dal database "mindat.org" e chiamata Classificazione Strunz-mindat.
Nella Sistematica dei lapis (Lapis-Systematik) di Stefan Weiß la tunellite si trova nella classe dei "nitrati, carbonati e borati" e nella sottoclasse dei "borati stratificati con blocchi di costruzione complessi [Bx(O,OH)y]" dove forma il sistema nº V/K.06 insieme a balavinskite e nobleite.
Anche la classificazione dei minerali secondo Dana, usata principalmente nel mondo anglosassone, elenca la tunellite nella famiglia dei "carbonati, nitrati e borati"; qui è nella classe dei "borati idrati con idrossile o alogeno" e nella sottoclasse dei "borati idrati con idrossile o alogeno"; qui forma il sistema nº 26.06.06 insieme alla nobleite.

## Abito cristallino
La tunellite cristallizza nel sistema monoclino nel gruppo spaziale P21/b con le costanti di reticolo a = 14,415(3) Å, b = 8,213(1) Å, c = 9,951(2) Å e β = 114,05°, oltre ad avere 4 unità di formula per cella unitaria.

## Origine e giacitura
La tunellite si forma nei depositi di borati ed è un raro minerale secondario; la paragenesi è con analcime, celestina, colemanite, kurnakovite, idroboracite, inderite, realgar, stibnite e ulexite.
La tunellite è un minerale molto raro ed è stato trovato solo in pochi siti. La sua località tipo è la miniera di "Rio Tinto" (35.04444°N 117.69444°W) nella contea di Kern, in California.
Altri siti californiani sono l'area di "East Kramer" nella contea di San Bernardino e il distretto minerario di "Furnace Creek" nella contea di Inyo, oltre che a essere stata trovata nel parco nazionale della Valle della Morte.
Gli altri luoghi noti per la tunellite sono in Turchia e per la precisione sono le miniere e di depositi di "Arkagünevi", "Bigadiç", "Günevi" e "Öngünevi" nella provincia di Balıkesir, nel deposito di boro di "Sarıkaya" nella provincia di Eskişehir e nelle miniere nº 2 e nº 188 di "Doğanlar" oltre che la miniera di boro di "Emet Eti", tutte nella provincia di Kütahya.

## Forma in cui si presenta in natura
La tunellite si presenta in cristalli, di dimensioni fino a 10 cm, o come noduli compatti a grana fine.
Il minerale è trasparente, con lucentezza da semi-vitrea a perlacea; è incolore o bianco-grigiastro e il suo striscio è bianco.